# Pseudopilanus fernandezianus
Pseudopilanus fernandezianus är en spindeldjursart som beskrevs av Beier 1957. Pseudopilanus fernandezianus ingår i släktet Pseudopilanus och familjen blindklokrypare. Inga underarter finns listade i Catalogue of Life.